# Diffuseur (automobile)
Ne doit pas être confondu avec Extracteur.
Pour les articles homonymes, voir Diffuseur.

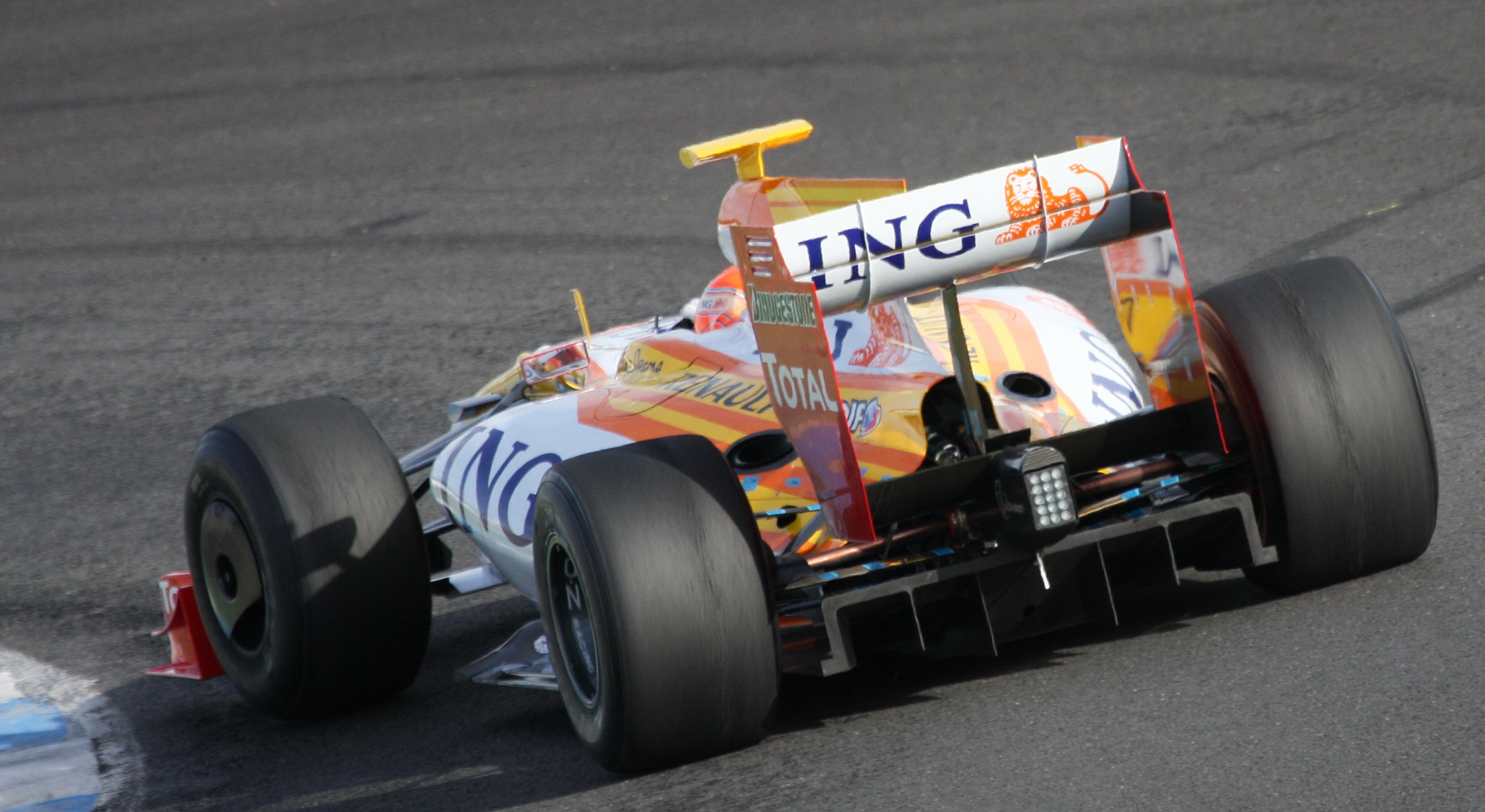
Le diffuseur, placé derrière l'essieu arrière, de la monoplace Renault R29.

Un diffuseur, dénommé auparavant extracteur ou tunnel déporteur, est un dispositif aérodynamique né dans les années 1990 destiné, tout comme un aileron, à diminuer la portance — et par conséquent augmenter l'appui — s'exerçant sur une automobile.
Équipant généralement les automobiles de hautes performances (les monoplaces en Formule 1, les barquettes des 24 Heures du Mans ou encore les berlines engagées en DTM), le diffuseur joue un rôle important sur l'efficacité aérodynamique et améliore grandement la stabilité et l'adhérence à haute vitesse de l'automobile.
Le diffuseur fonctionne selon un principe physique simple, le principe de Bernoulli : l'accélération d'un fluide se produit simultanément avec la diminution de la pression. Placé sur l'arrière de l'automobile, le diffuseur évacue ainsi l'air s'écoulant sous la carrosserie et l'accélère de façon à créer une dépression « rivant » l'automobile au sol.

## Intérêt

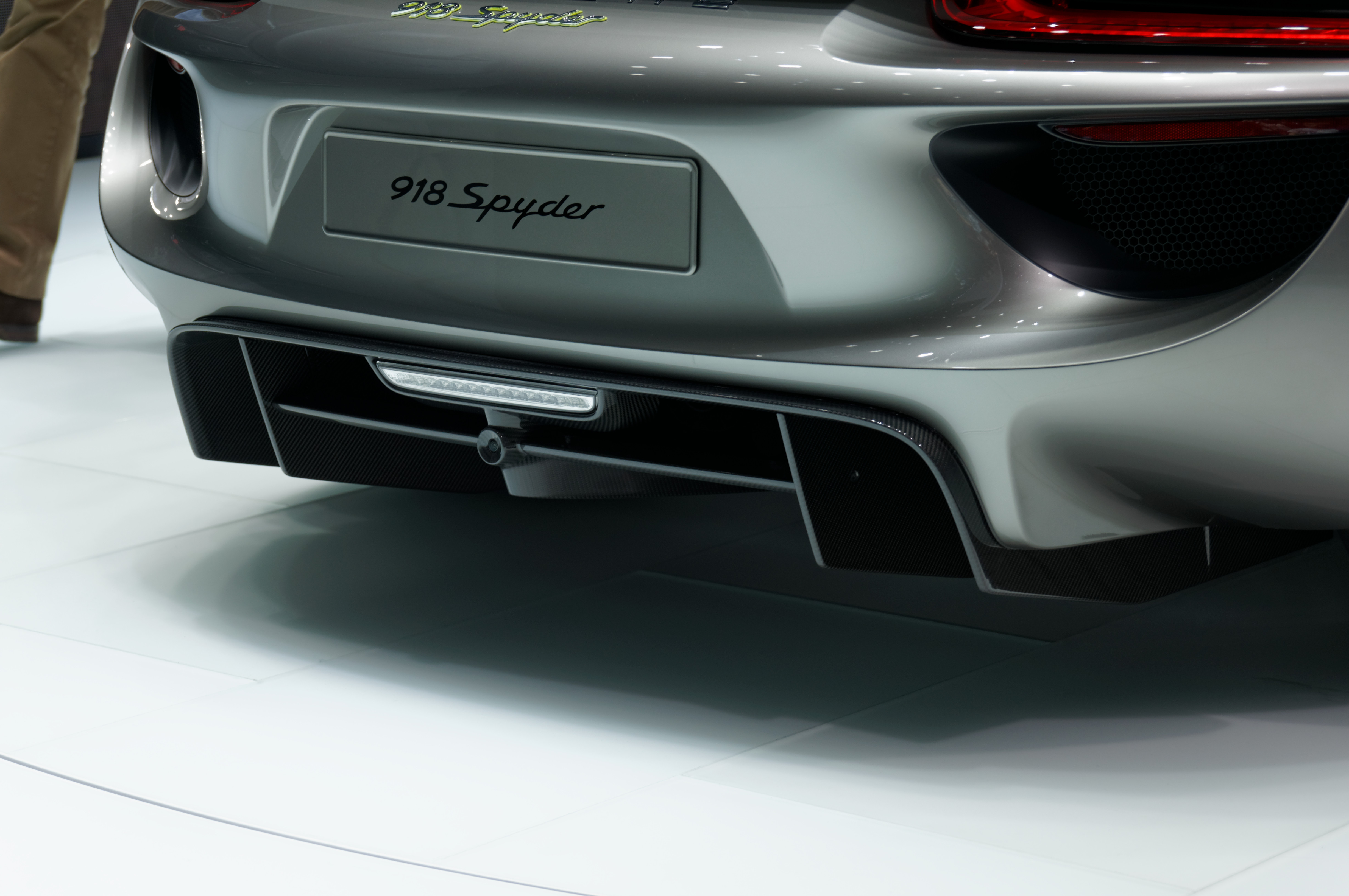
Diffuseur d'une Porsche 918.

Les diffuseurs ne présentent véritablement d'intérêt que dans le sport automobile. C'est la raison pour laquelle on les retrouve principalement sur les monoplaces et les barquettes de compétition. Néanmoins, certaines sportives de prestige comme les Ferrari en sont également équipées.
Comme la plupart des appendices aérodynamiques équipant les automobiles de compétition, le diffuseur est destiné à contrecarrer une partie des forces aérodynamiques néfastes s'exerçant sur les automobiles. En effet, en aérodynamique, tout fluide s'écoulant autour d'une carrosserie génère une force aérodynamique décomposée en deux composantes : la traînée, force parallèle à l'écoulement du fluide, et la portance, force perpendiculaire à l'écoulement.
Dans le cas d'une automobile, la première s'oppose à l'avancée de l'automobile tandis que la deuxième dégrade son appui. Le diffuseur est ainsi destiné à diminuer la portance, qui a tendance à soulever l'automobile en limitant l'adhérence et donc la puissance transmissible aux roues (cf. Liaisons mécaniques avec frottement), en créant une force de même direction mais opposée en sens. Tout l'intérêt d'utiliser un appendice aérodynamique est la création d'une charge fictive, c'est-à-dire sans l'ajout de masse nuisible au comportement dynamique.

## Histoire

### Leswing-cars

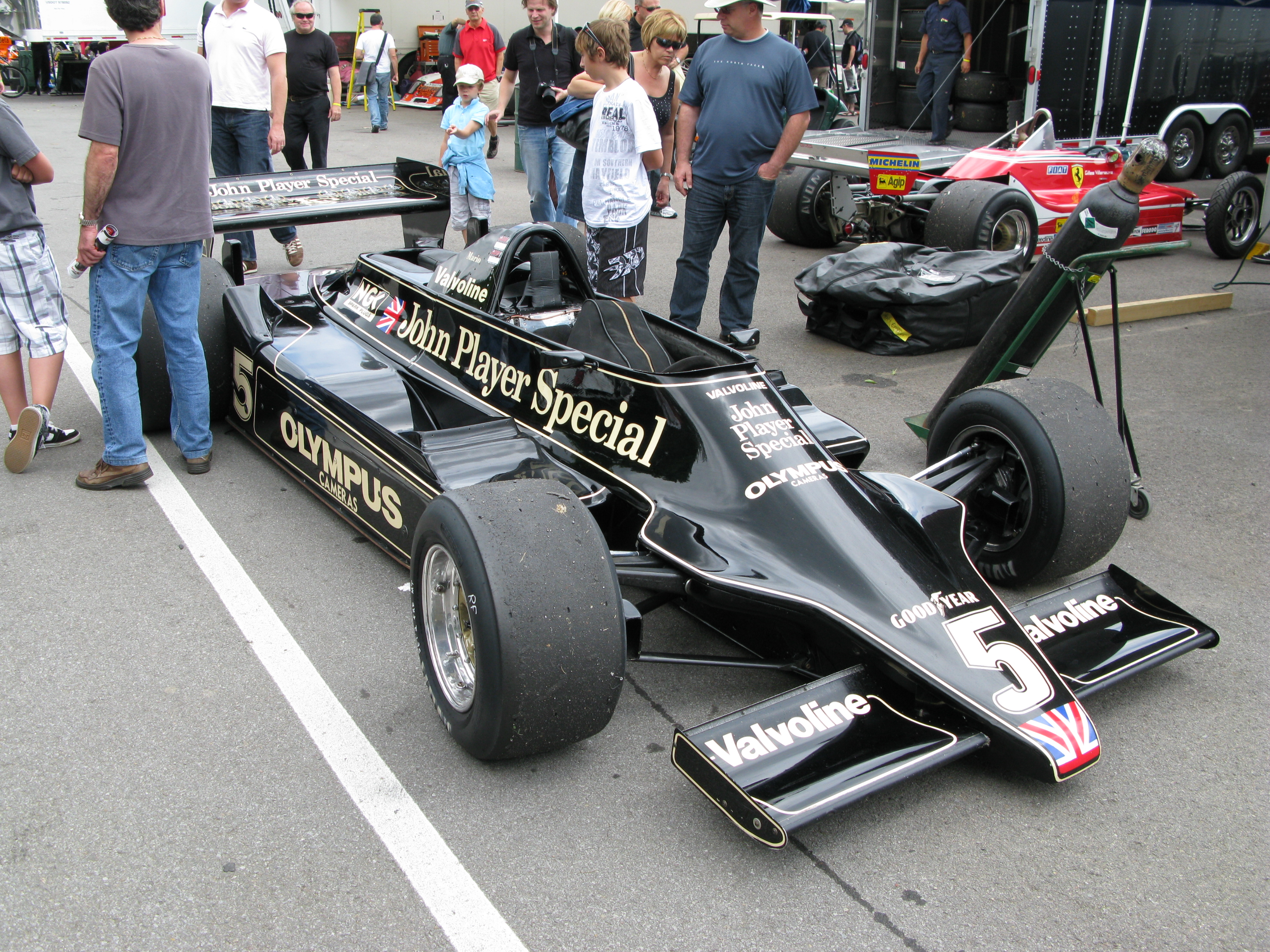
La Lotus 79, l'une des premières wing-cars.

L'histoire du diffuseur débute en réalité avec les wing-cars, les premières monoplaces de Formule 1 dont la carrosserie est intégralement étudiée aérodynamiquement ; les pontons, notamment, prennent la forme d'aile inversée. Les premiers exemplaires, les Lotus 78 et Lotus 79, apparues en 1977, font preuve d'une incroyable efficacité si bien qu'elles sont rapidement copiées par les autres écuries de course,.
Par la suite, Colin Chapman, l'ingénieur responsable de Lotus, décide de s'intéresser au soubassement des monoplaces jusqu'alors largement oublié. Conscient que la création de déportance engendre celle de traînée, néfaste à l'avancement de l'automobile, il est persuadé que le soubassement peut offrir une déportance intéressante et une traînée minimale. Chapman réalise alors l'intérêt d'abaisser la garde au sol de la monoplace pour profiter de l'effet de sol.
À la suite de diverses interdictions de la FIA pour limiter l'efficacité des monoplaces — une garde au sol minimale, un fond plat, etc. — les ingénieurs cherchent à retrouver l'appui qu'ils ont perdu avec les nouvelles règles. C'est ainsi que naît, dans les années 1990, le diffuseur.

### Brawn GP révolutionne

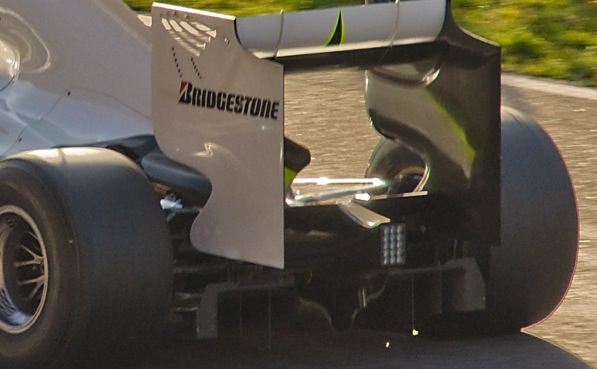
Photographie du double diffuseur de la Brawn BGP 001.

Si les diffuseurs connaissent un perfectionnement constant, la principale innovation survient en 2009. L'écurie Brawn GP conçoit cette année-là, un double diffuseur offrant un avantage considérable à ses monoplaces. Plus volumineux, donc plus efficace, le diffuseur classique est divisé en deux parties (droite et gauche) tandis qu'une troisième canalisation fait son apparition au-dessus des deux précédentes parties, reproduisant l'effet du diffuseur. Vulgairement, deux diffuseurs se superposent. Le gain aérodynamique offert par les doubles diffuseurs est de l'ordre de 6 % selon Bob Bell, directeur technique de Renault en 2009.
Face à cette relative domination s'ensuit une polémique concernant la légalité de ce diffuseur. Le 25 mars, Red Bull Racing annonce son intention de déposer une plainte contre Brawn au cas où l'écurie utiliserait en Australie ce même diffuseur. Peu après, d'autres équipes — Ferrari, BMW Sauber et Renault F1 Team — déposent à leur tour une réclamation auprès de la FIA. Les commissaires techniques du Grand Prix d'Australie chargés d'examiner les réclamations à l'encontre de Brawn GP ont affirmé que le diffuseur arrière des Brawn GP était conforme aux règles 2009.
BMW Sauber, Ferrari et Renault décident toutefois d'interjeter, appel qui sera examiné le 14 avril à Paris. La Cour d'Appel de la FIA, chargée de valider le classement ou déclasser les écuries incriminées pour utilisation d'un élément non conforme au règlement 2009 rend son verdict et déclare finalement que le système de double diffuseur est autorisé.

## Principe physique de Bernoulli

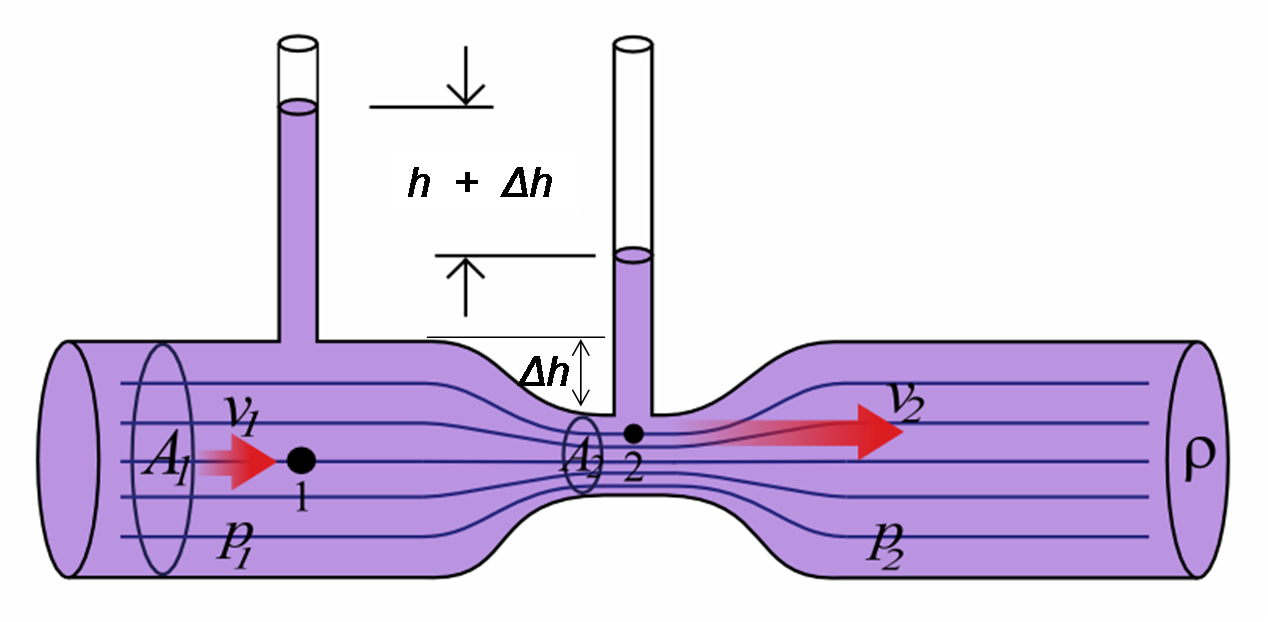
La pression au point 1 est plus grande qu'au point 2 ; la vitesse du fluide au point 2 est plus grande qu'au point 1.

Le principe physique du diffuseur, simple au demeurant, repose sur celui de Bernoulli, à savoir que l'accélération d'un fluide s'accompagne nécessairement d'une diminution de la pression. Ce phénomène est d'ailleurs aisément démontrable grâce à un liquide s'écoulant dans un Venturi ; une canalisation de section {\displaystyle A_{1}} présentant un rétrécissement {\displaystyle A_{2}}.
La conservation du débit dans la canalisation induit une augmentation de la vitesse dans la section rétrécie {\displaystyle A_{2}}, qui implique à son tour une diminution de la pression {\displaystyle p} puisque, d'après le théorème de Bernoulli :

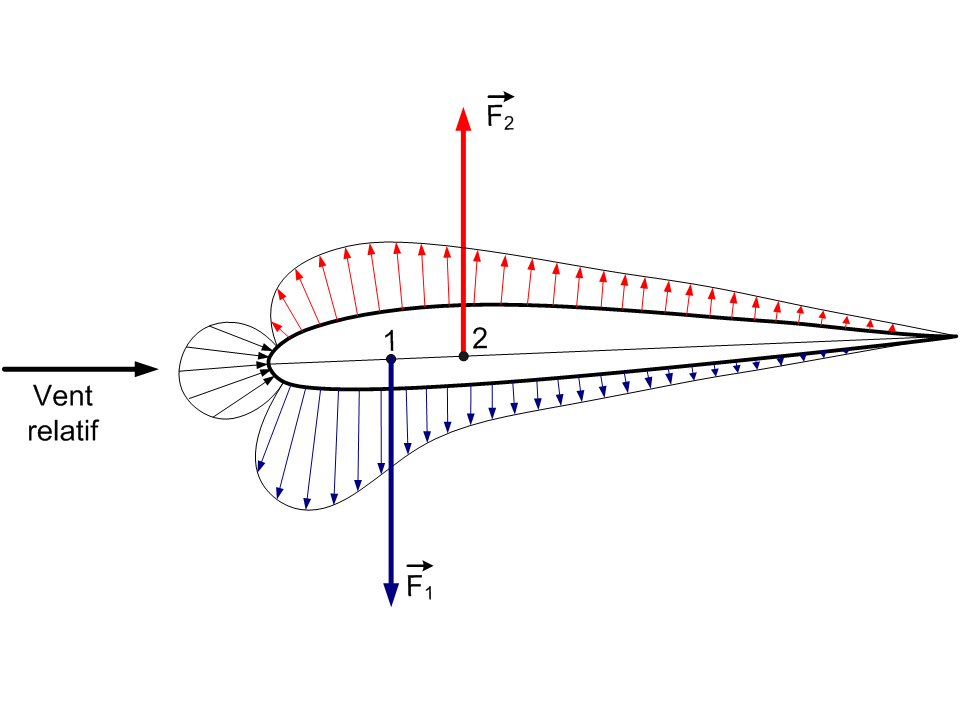
Profil d'une aile (non inversée) ; la portance est représentée en rouge.

Mais si Bernoulli explique pourquoi la pression diminue, cela n'explique pas en quoi cela permet de lutter contre la portance, cette force ayant tendance à soulever l'automobile. L'exemple du profil d'une aile d'avion est un exemple particulièrement clair pour comprendre l'intérêt du diffuseur.
Le profil d'une aile inversée est constitué de deux parties : l'extrados (partie inférieure) et l'intrados (partie supérieure) à l'inverse d'une aile standard. L'extrados a la particularité d'avoir une longueur plus importante que l'intrados. Le flux d'air passant sous le profil ayant plus de chemin à parcourir que celui du dessus, il doit accélérer ce qui crée, d'après Bernoulli, une dépression. La différence de pression entre les deux faces du profil engendre une force sur l'aile inversée, de la surpression vers la dépression (vers le bas sur une automobile).
Il s'agit exactement du même principe sur un aileron automobile puisque l'aileron est seulement une aile inversée. En revanche, la géométrie d'un diffuseur est plus complexe,.

## Géométrie du diffuseur

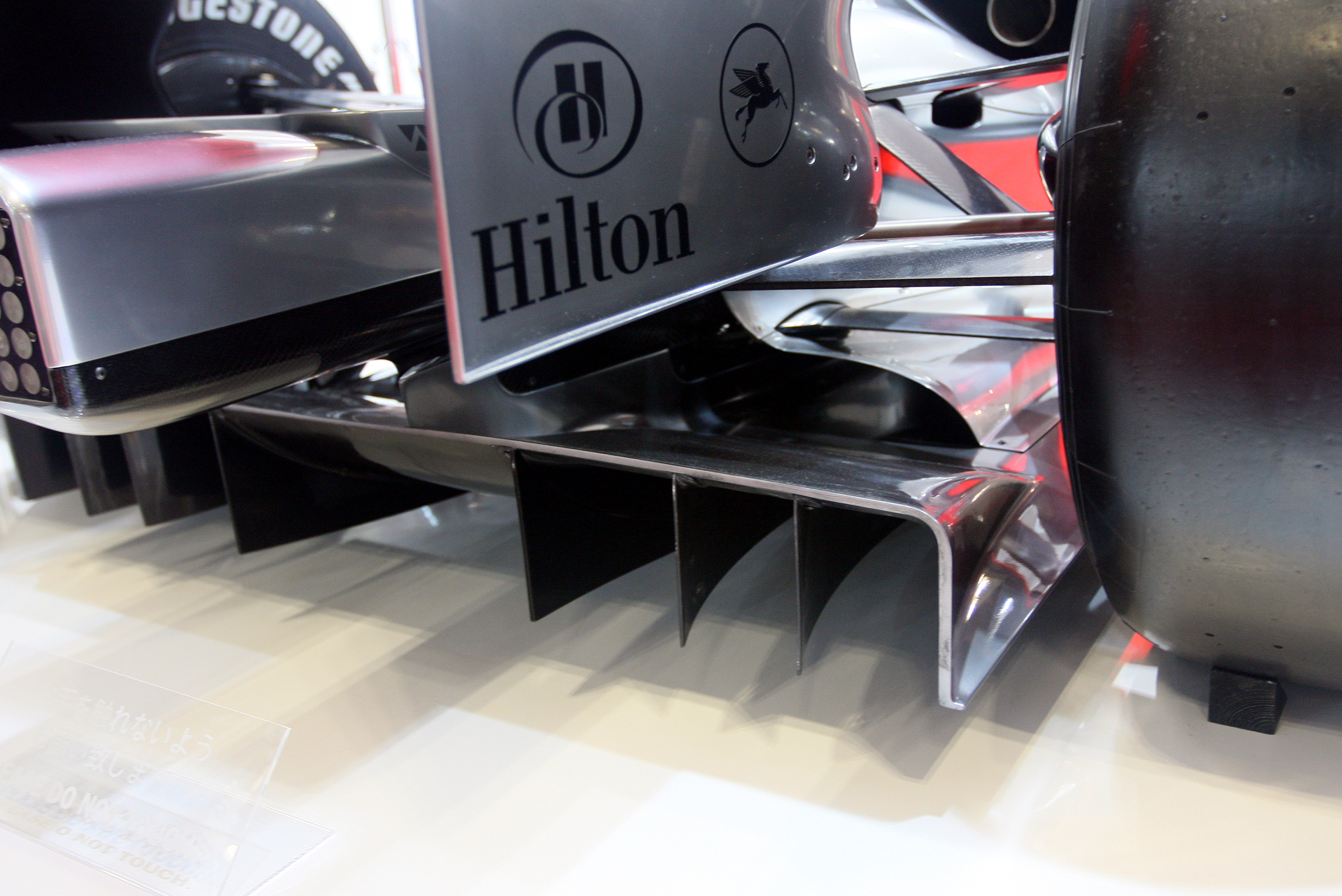
Les « clôtures » canalisent l'air et améliorent l'efficacité du diffuseur.

La dépression n'est pas à proprement dite créée dans le diffuseur, mais en amont. L'air est accéléré à l'entrée du diffuseur, pour générer la dépression sous le châssis, et sa vitesse diminue au fur et à mesure qu'il parcourt le diffuseur.
La partie visible du diffuseur, à l'arrière des automobiles, n'est pas destinée à générer une dépression mais uniquement à stabiliser l'écoulement. C'est la raison pour laquelle le diffuseur augmente en volume sur l'arrière pour créer un vide, augmenter la pression et donc ralentir la vitesse de l'air. Les parois verticales, parcourant le diffuseur sur la longueur, sont des « clôtures » permettant d'optimiser l'efficacité des diffuseurs en canalisant l'air sous la voiture et donc évitant qu'il ne se répande ailleurs. Généralement, ces clôtures délimitent un tunnel central et deux latéraux.
Les valeurs de dépression générées par le diffuseur sont assez importantes mais difficiles à quantifier seules. Le diffuseur est en moyenne à l'origine de 40 % de l'appui. Pour donner un ordre de grandeur, la Lotus 79, exploitant l'effet de sol, générait jusqu'à deux tonnes de poussée verticale. D'ailleurs, le championnat 1990 fut marqué par des accidents invraisemblables puisque les barquettes de course, équipées d'imposants diffuseurs, soulevaient les plaques d'égouts du circuit Gilles-Villeneuve,.
La géométrie du diffuseur est particulièrement difficile à concevoir, car il ne suffit pas de mettre un diffuseur quelconque pour obtenir de l'appui. Non seulement, si trop d'air s'échappe du diffuseur, l'automobile est freinée, mais il existe une valeur de l'angle formé entre le diffuseur et le sol pour laquelle il se produit un décrochement de la couche limite. Au-delà d'environ 4°, l'écoulement de l'air n'est plus laminaire mais turbulent —génération de trainée—, ce qui est contreproductif,.
Des simulations d'écoulements peuvent être réalisées par des logiciels tels que SymLab ou Fluent et offrent de bons résultats. En revanche, les calculs sont complexes, demandent des jours pour être résolus et requièrent des capacités de calcul impressionnantes, donc du matériel informatique onéreux. C'est la raison pour laquelle les constructeurs travaillent essentiellement en soufflerie.